# Ormosia coccinea
Ormosia coccinea là một loài thực vật có hoa trong họ Đậu. Loài này được (Aubl.) Jacks. miêu tả khoa học đầu tiên.